# 西悉尼机场线
悉尼地铁西悉尼机场线（前身为悉尼地铁大西线）是大西悉尼地区目前正在建设的捷运铁路项目。该项目是悉尼地铁系统的一部分，涉及修建一条23公里的地铁线路 。该线路将在圣玛丽斯 (St Marys)和 柏灰溪航空城 (Badgerys Creek Aerotropolis)之间运行，在圣玛丽斯 (St Marys) ，西悉尼机场线将与悉尼铁路T1线相连，途经西悉尼机场 (Western Sydney Airport) 。它旨在为即将建成的西悉尼机场提供公共交通。 该线路于 2022 年 12 月开工建设，预计将于 2026 年底西悉尼机场建成时完工。 
这条线将构成拟议的南北铁路线的第一阶段，这条线将向北延伸到寺科田，连接到里士满铁路线，向南延伸至麦克阿瑟的主要南部铁路线。  